# Plecoptera resistens
Plecoptera resistens là một loài bướm đêm trong họ Erebidae.